# 南砺市立平中学校
南砺市立平中学校（なんとしりつ たいらちゅうがっこう）は、富山県南砺市にある市立中学校。

## 沿革
- 1947年
  - 4月23日 - 下梨小学校講堂にて開校式を挙行[2]。
  - 11月27日 - 東中江冬季分校を開設[3]。
  - 12月6日 - 下梨に生徒用寄宿舎『菁莪寮』開設[4]。
- 1948年
  - 4月5日 - 小学校に隣接して東中江暫定分校開校[3]。
  - 10月10日 - 校舎新築落成[3]。
- 1950年12月5日 - 東中江分校新築落成[4]。
- 1962年
  - 4月1日 - 東中江分校を本校に統合[5]。
  - 10月10日 - 体育館竣工[6]。
- 1977年
  - 8月12日 - 校舎が新築完成し、同年9月に新校舎へと移る[7]。
  - 12月6日 - 体育館竣功[7]。
- 2009年4月1日 - 南砺市立上平中学校と統合し、南砺市立平中学校（第2次）となる。校舎改築の為、暫定的に旧上平中学校校舎を使用[8]。
- 2011年4月16日 - 新校舎が竣工[9]。
- 2026年4月 - 南砺市立上平小学校と統合し、義務教育学校の五箇山学舎が開校予定[10]。

## 校舎諸元
- 鉄筋コンクリート造り4階建て[9]
- 工事期間 - 2009年8月着工[9]
- 延床面積 - 4,290 m2[9]
- 照明 - 五箇山和紙を使用[9]。

## 通学区域
- 合併前の平村及び上平村の区域[11]。
- 岐阜県大野郡白川村の小白川地区の生徒の就学を委託されている[12]。